# Gattlin Griffith

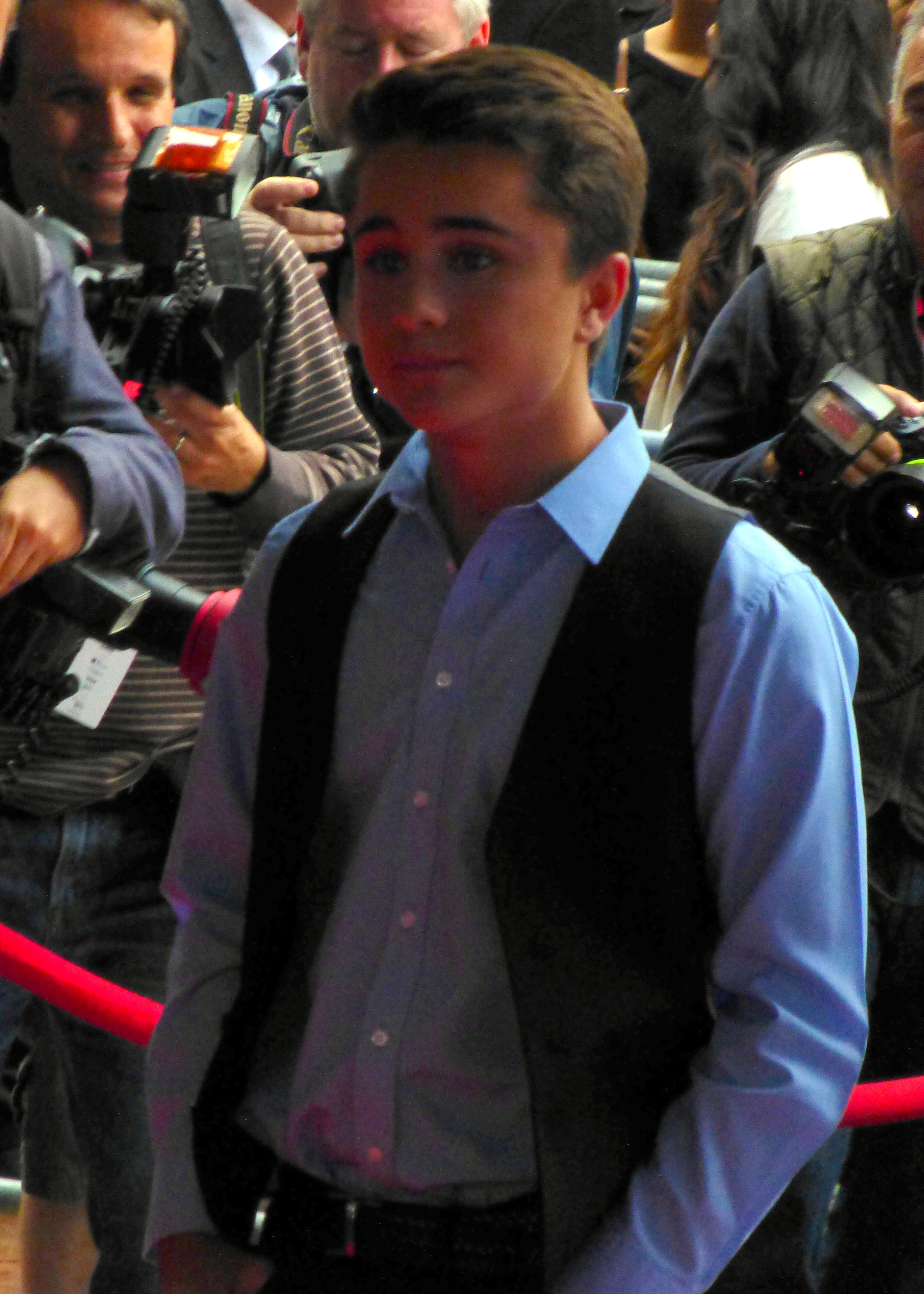
Gattlin Griffith auf dem Toronto International Film Festival 2013

Gattlin Tadd Griffith (* 13. November 1998 in Santa Clarita, Kalifornien) ist ein US-amerikanischer Schauspieler und Stuntman. Bekanntheit erlangte er vor allem durch seine Rollen aus den Filmen Der fremde Sohn und Labor Day. 

## Leben und Karriere
Gattlin Griffith wurde als Ältester von vier Söhnen des Stuntmans Tad Griffith (* 1962) und dessen Frau Wendy Morrison Griffith in der vierten Generation einer Artistenfamilie in Santa Clarita, im Großraum Los Angeles, geboren. Er wuchs in Agua Dulce, im Los Angeles County auf und stand bereits in jungen Jahren für Werbespots vor der Kamera, unter anderem für Yamaha, Burger King und die Walt Disney Parks and Resorts. Zudem trat er regelmäßig mit seinen Brüdern als Trickreiter in verschiedenen Shows auf. 2017 schloss er die High School ab, während er nebenbei American Football spielte. Er nahm ein Englischstudium an der University of California, Los Angeles auf.
In seiner ersten Schauspielrolle war Griffith bereits 2012 im Film Reckoning zu sehen. Einige Jahre später trat er in Gastrollen in den Serien Cold Case – Kein Opfer ist je vergessen, How I Met Your Mother, Monk, Without a Trace – Spurlos verschwunden und Supernatural auf. 2008 war er im Thriller Der fremde Sohn in der Rolle des Walter Collins zu sehen. 2009 trat er als Robert in einer kleinen Rolle in der Filmkomödie All Inclusive auf und war anschließend im Mystery-Film The New Daughter an der Seite von Kevin Costner in der Rolle des Sam James zu sehen. 2010 spielte er als Tim Tyson eine zentrale Rolle im Filmdrama Blood Done Sign My Name. Anschließend folgten Gastauftritte in Castle und Criminal Minds. Im Film Green Lantern aus dem Jahr 2011 stellte er die von Ryan Reynolds verkörperte Hauptfigur in jungen Jahren dar. 2012 trat er im Horrorfilm Under the Bed – Es lauert im Dunkeln des Regisseurs Steven C. Miller auf. Im Filmdrama Labor Day übernahm er 2013 an der Seite von Kate Winslet und Josh Brolin als Henry Wheeler eine zentrale Rolle. Anschließend konzentrierte er sich verstärkt auf das Trickreiten und den Football. In ersterem bildet er, zusammen mit seinen Brüdern, das Quartett Wild West Express unter der Führung des Vaters.

## Filmografie (Auswahl)
- 2004: Reckoning
- 2007: Cold Case – Kein Opfer ist je vergessen (Cold Case, Fernsehserie, Episode 4x19)
- 2007: How I Met Your Mother (Fernsehserie, Episode 2x22)
- 2007: Monk (Fernsehserie, Episode 6x08)
- 2008: Der fremde Sohn (Changeling)
- 2008: Eli Stone (Fernsehserie, Episode 2x06)
- 2009: Eleventh Hour – Einsatz in letzter Sekunde (Eleventh Hour, Fernsehserie, Episode 1x11)
- 2009: Without a Trace – Spurlos verschwunden (Without a Trace, Fernsehserie, Episode 7x24)
- 2009: All Inclusive (Couples Retreat)
- 2009: Supernatural (Fernsehserie, Episode 5x06)
- 2009: The New Daughter
- 2010: Blood Done Sign My Name
- 2010: The River Why
- 2010: Castle (Fernsehserie, Episode 3x08)
- 2010: Criminal Minds (Fernsehserie, Episode 6x09)
- 2011: Green Lantern
- 2012: Under the Bed – Es lauert im Dunkeln (Under the Bed)
- 2013: Labor Day
- 2014: Ride On (Kurzfilm)
- 2019: Safety (Kurzfilm)
- 2020: Chance
- 2020: Slayed – Wer stirbt als nächstes? (Initiation)
- 2022: Star Trek: Picard (Fernsehserie, Episode 2x03)
- 2022: The Boys (Fernsehserie, 3 Episoden)
- 2023: What Rhymes with Reason
- 2024: Place of Bones